# Paul Mea

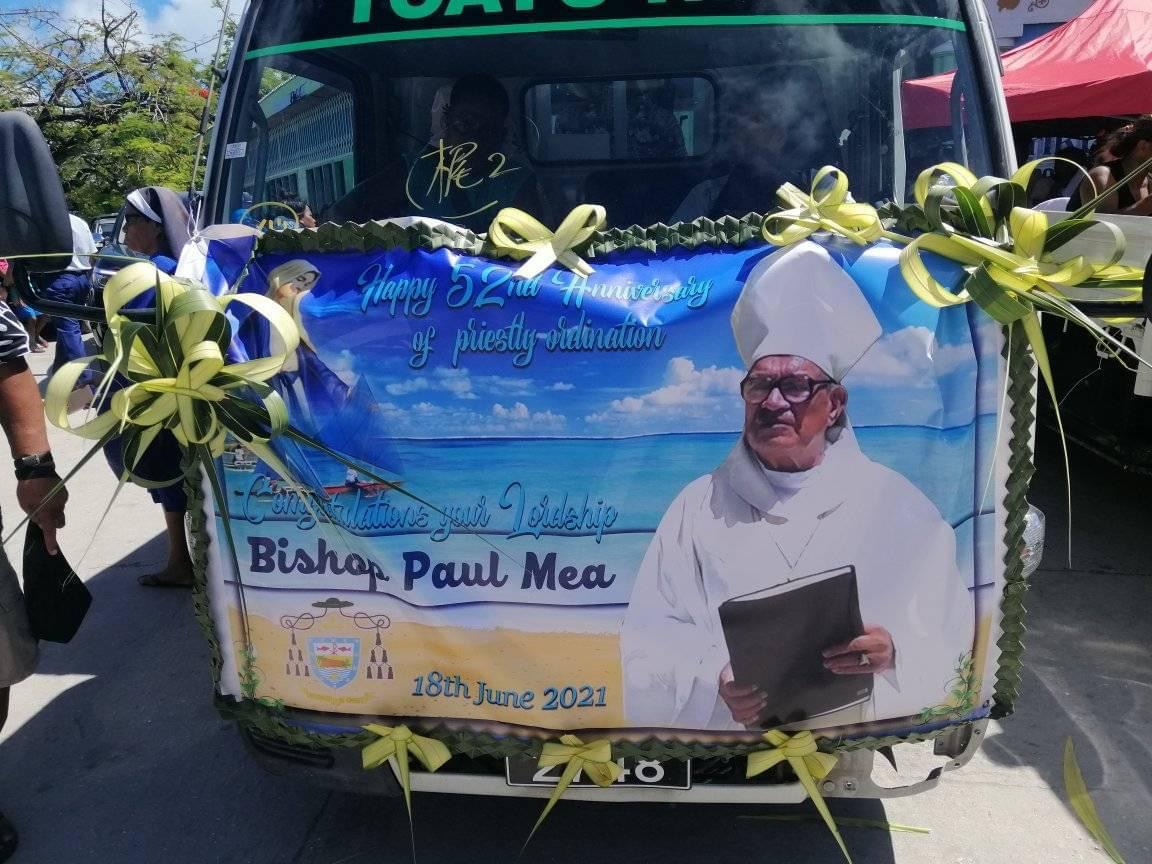
Trauerwagen während der Prozession zum Tod von Paul Mea

Paul Eusebius Mea Kaiuea MSC (* 16. Dezember 1939 auf Beru; † 24. Juni 2021 auf South Tarawa) war ein kiribatischer römisch-katholischer Geistlicher und Bischof von Tarawa und Nauru.

## Leben
Paul Eusebius Mea Kaiuea trat der Ordensgemeinschaft der Herz-Jesu-Missionare bei und empfing am 18. Januar 1969 die Priesterweihe. Er war Pfarrer und Seelsorger in North Tarawa.
Papst Johannes Paul II. ernannte ihn am 15. November 1978 zum Bischof von Tarawa, Nauru und Funafuti. Der Altbischof von Tarawa, Nauru und Funafuti, Pierre Guichet MSC, spendete ihm am 10. Februar 1979 die Bischofsweihe; Mitkonsekratoren waren Angelo Acerbi, Apostolischer Pro-Nuntius in Neuseeland, und Pio Kardinal Taofinu’u SM, emeritierter Erzbischof von Samoa-Apia. Sein Wahlspruch war To serve in the islands. Paul Mea war der erste einheimische Kiribatier in diesem Amt. Er engagierte sich für die Bildung und ermöglichte 1991 die Ansiedlung der Sisters of the Good Samaritan mit ihren zahlreichen Bildungsprogrammen in Kiribati.
Am 29. Juni 2020 nahm Papst Franziskus das von Paul Eusebius Mea Kaiuea aus Altersgründen vorgebrachte Rücktrittsgesuch an.